# 다마 공동묘지

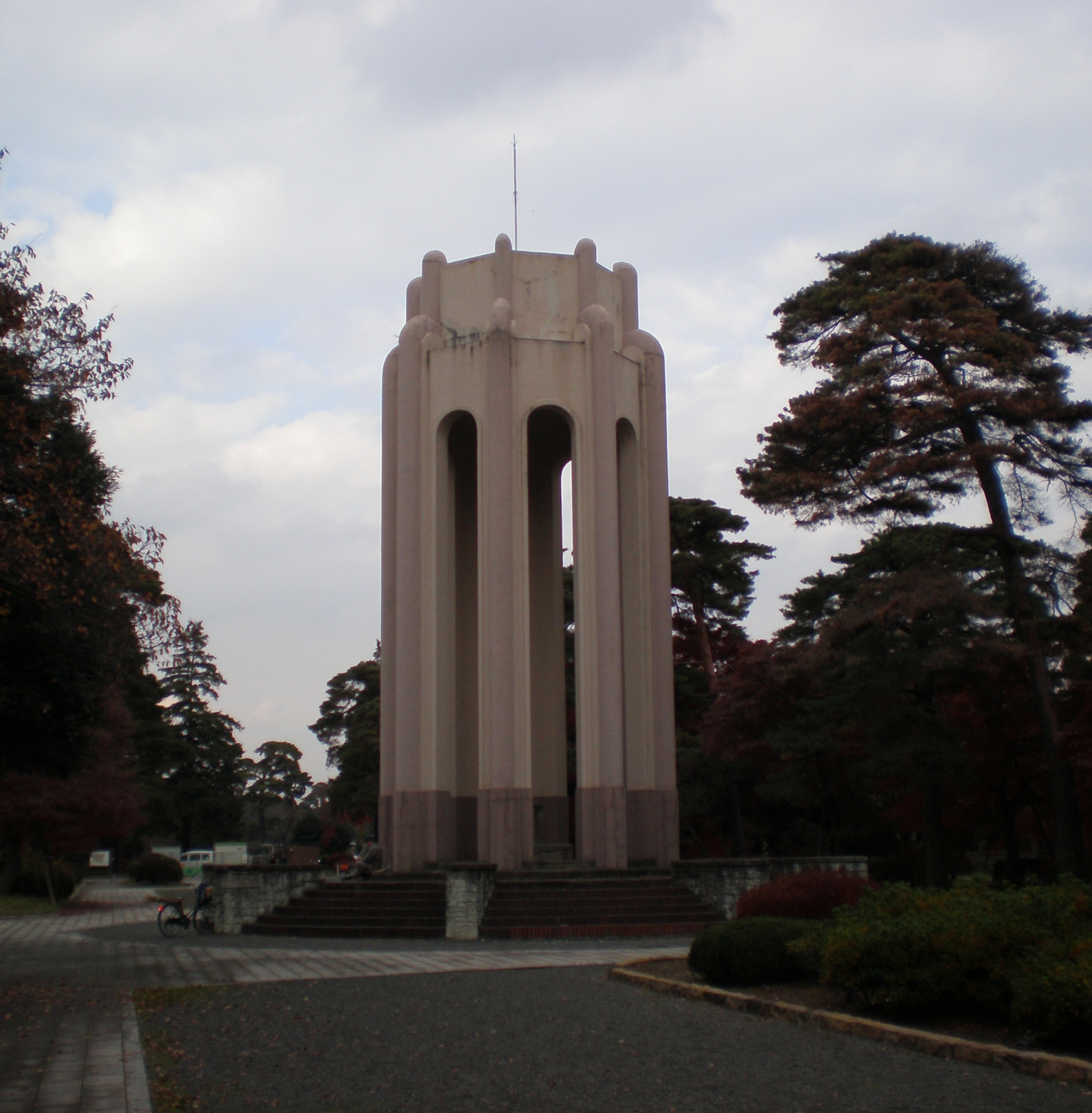
분수탑.

다마 공동묘지 또는 다마 영원(일본어: 多磨霊園 다마 레이엔[*])은 일본의 공원 공동묘지로, 도쿄도 후추시와 고가네이시에 걸쳐 있다. 도쿄 도 당국에서 직접 영업하고 있다.
도쿄시내의 인구 증가와 도시화로 묘지가 부족해지자, 도쿄 시 공원과장 이노시타 기요시는 1919년 도쿄의 동쪽, 서쪽, 북쪽 교외에 대규모 공원묘지를 조성하는 계획을 내놓았다. 이 계획을 바탕으로 1920년 도쿄 시 서쪽에 있는 다마 지역이 묘지 조성 지역으로 선정되었다. 묘지는 1923년에 문을 열었지만, 도쿄 시내에서는 떨어져있었기 때문에 처음에는 이용자 수가 많지 않았다. 하지만 1934년 도고 헤이하치로 원수가 묻힌 이래 여러 알려진 인사들이 죽은 뒤 다마 묘지에 묻히면서 점차 이름이 알려졌다. 조후 비행장에서 가까웠기 때문에 태평양 전쟁 말기에는 3식 전투기를 숨기거나 수리하는 장소로 쓰였으며, 미군과의 전투 과정에서 남은 기총소사 흔적이 지금도 있다.

## 묻힌 사람들
- 고가 미네이치[1]
- 도고 헤이하치로[2]
- 사이고 주도[3]
- 사이토 마코토[4]
- 사이온지 하치로[5]
- 야마모토 이소로쿠[6]
- 오히라 마사요시[7]

## 같이 보기
- 다마레이엔역
- 다마역